# Саман Дісунтай
Саман Дісунтай (нар. 10 травня 1974) — таїландський футболіст, що грав на позиції нападника. Всю свою кар'єру футболіста провів у клубі «Раджпрача», у якому в 1992 році став володарем Кубка Таїланду.
З 1993 до 1997 року Саман грав у складі національної збірної Таїланду. У складі збірної Саман брав участь у відбіркових турнірах до чемпіонатів світу 1994 і 1998 років. У 1994 році футболіст брав участь у фінальному турнірі Азійських ігор, на якому зіграв у 3 матчах.

## Досягнення
- Володар Кубка Таїланду: 1992